# Wohnhaus aus Fellingshausen

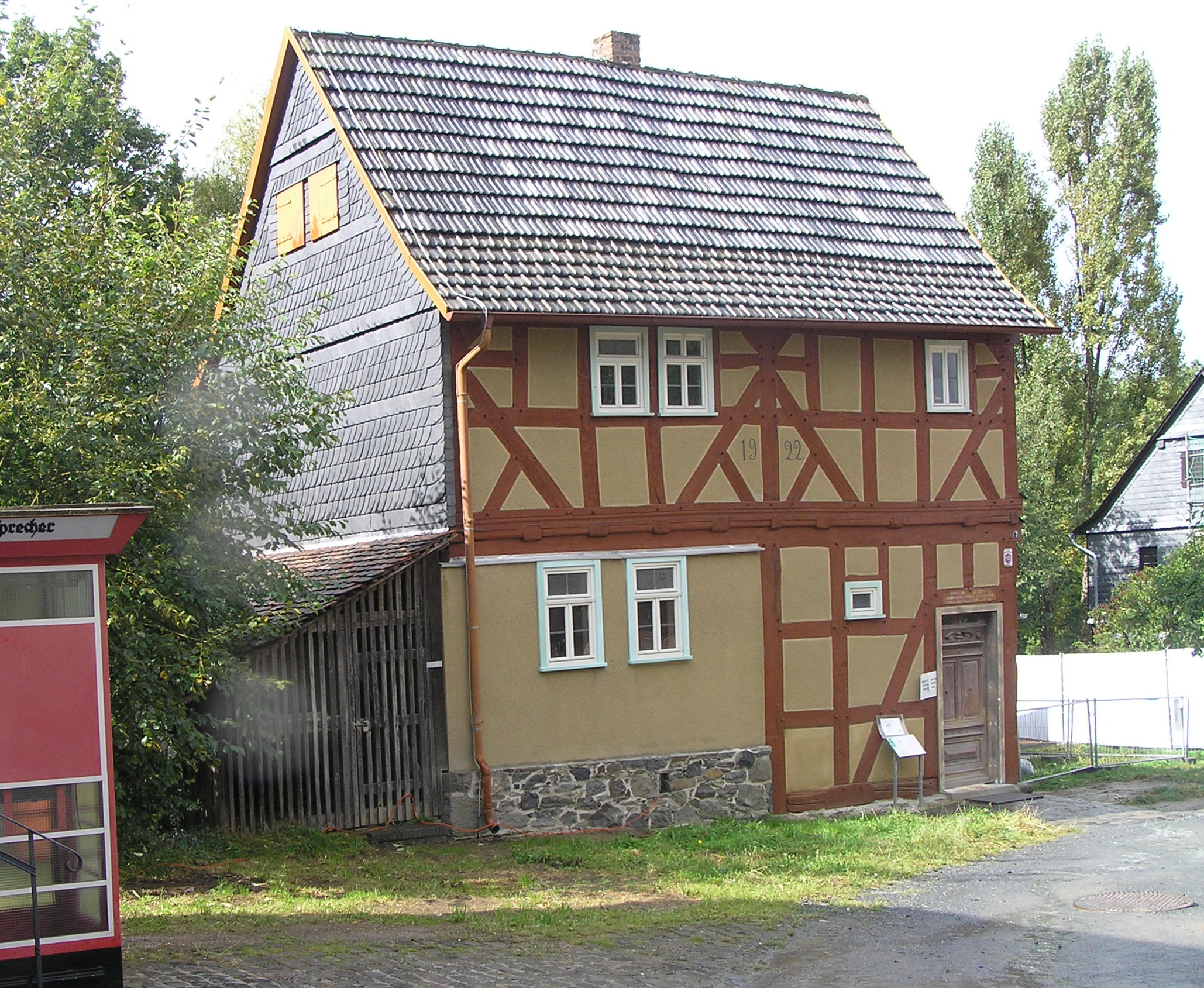
Wohnhaus aus Fellingshausen

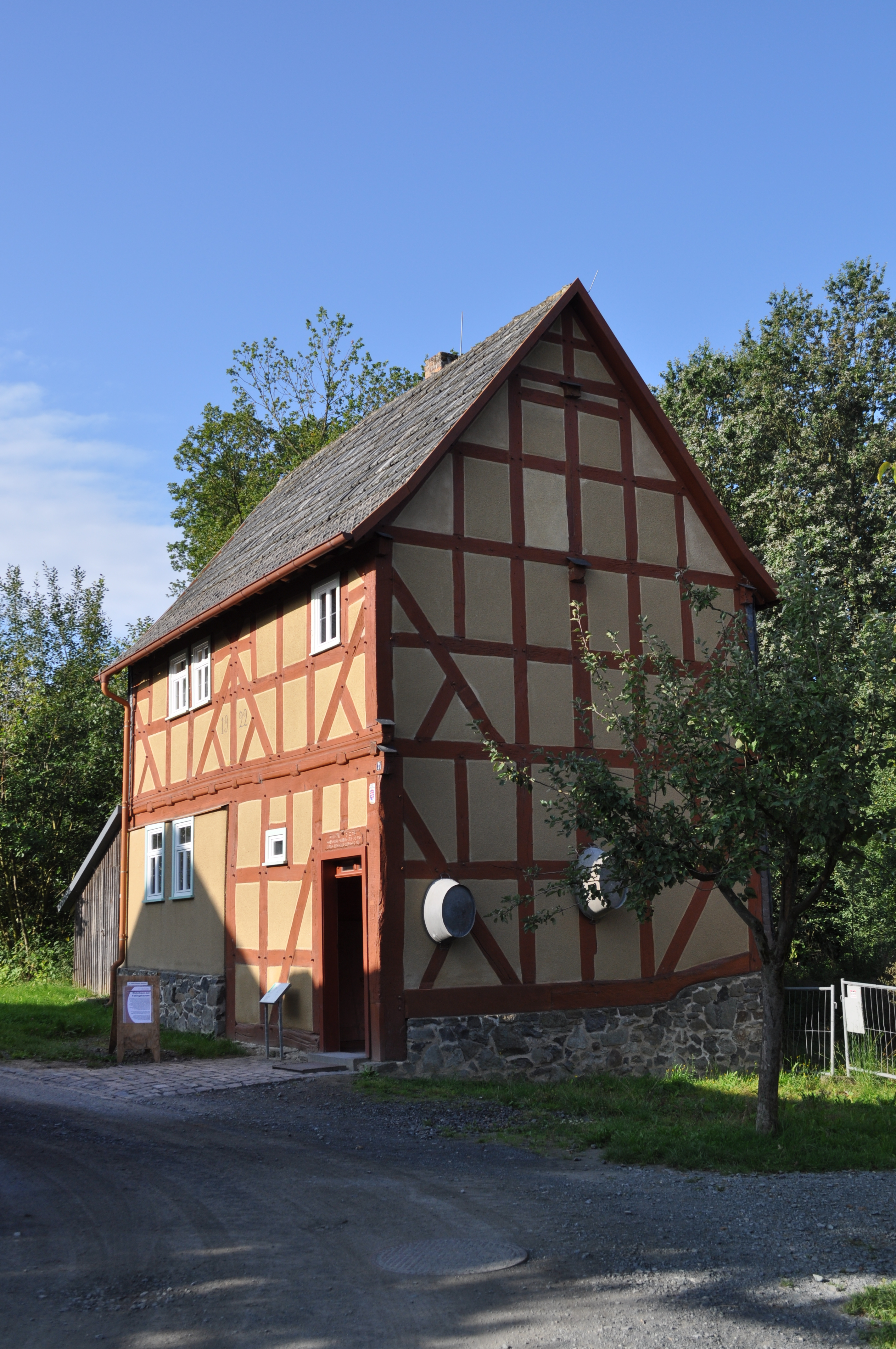
Wohnhaus aus Fellingshausen

Das Wohnhaus aus Fellingshausen ist ein denkmalgeschütztes Wohnhaus aus Fellingshausen, das in den Hessenpark bei Neu-Anspach transloziert wurde.

## Geschichte des Hauses
Das Haus mit der ursprünglichen Adresse Hintergasse 3 befand sich am Ortsrand von Fellingshausen. Zu der Anlage gehörten auch ein Stallgebäude und eine Scheune, die beide nicht mehr erhalten sind. Über dem Türsturz befindet sich eine Inschrift, die Baujahr und Bauherren nennt

„ANNO 1786 D 22 MAI
HABEN GEORG ANDREAS GROS ANA
CATRINA BEIDE EHELEUT HAUS NEU“

Die vierte Zeile ist nicht erhalten. Mutmaßlich müsste dort „erbaut“ oder ähnliches gestanden haben.
Als Eigentümer des Hauses sind überliefert:
Andreas Gros (* 31. März 1755; † 27. August 1791) und dessen Ehefrau Anna Catharina geborene Wagner (* 5. Januar 1780), die er am 12. September 1780 geheiratet hatte. Nach seinem Tod heiratete seine Witwe Georg Conrad Waldschmidt (* 14. Oktober 1755). Dritter Besitzer war dessen Sohn Johann Conrad Waldschmidt (* 3. Juni 1796; † 18. November 1864), der Anna Elisabetha Gerlach (* 21. Oktober 1795; † 10. Januar 1849) heiratete. Danach ging das Haus in das Eigentum des Bergmanns Johannes VI. Weber (* 1. August 1828; † 22. August 1878) über, der am 26. Dezember 1854 Anna Margaretha Waldschmidt (* 9. August 1832; † 4. April 1904) geheiratet hatte. Der nächste Eigentümer war deren Schwiegersohn, der Bergmann Ludwig Leib (9. September 1842; † September 1895), Ehemann von Katharina Weber (* 19. Februar 1844; † 14. Mai 1910). Von ihm erbte es sein Sohn, der Bermann Ludwig Leib (* 18. April 1873 † 18. Februar 1949), Ehemann der Zigarrenarbeiterin Karoline Schaub (* 16. Oktober 1872; † 13. August 1968) das Anwesen. Danach waren deren Nachkommen Ludwig Leib und dessen Frau Liesel geborene Weiphwander und zuletzt Günther Leib Eigentümer.
1984 wurde das Haus abgebaut und 1986 im Hessenpark wieder aufgebaut. Hierbei wurden der Bautenstand und die Inneneinrichtung des Hauses in der Zeit um 1920 zugrunde gelegt. Um 1920 war das Haus letztmals umfangreich umgebaut worden; unter anderem waren damals die Innenwände aus Backsteinen neu angelegt worden.

## Beschreibung des Hauses
Das zweistöckige Fachwerkhaus ist auf einem Sockel aus Bruchsteinmauerwerk errichtet. Im Erdgeschoss waren die Küche und das Wohnzimmer untergebracht, im Obergeschoss Schlafzimmer und Kammer. Der Dachboden war teilweise Schüttboden für Getreide.